# جوناثان غوميز
جوناثان غوميز (بالإسبانية: Jonathan Gómez)‏ (28 يوليو 1985 بأسونسيون في باراغواي - ) هو مدرب كرة قدم ولاعب كرة قدم باراغواياني في مركز الوسط. لعب مع سيرو بورتينيو ونادي فينيزيا وSportivo Trinidense ‏.